# Battaglia di Pirot
La battaglia di Pirot (in bulgaro: Битка при Пирот o Пиротско сражение) fu combattuta il 14-27 novembre, 1885 tra bulgari e serbi durante la guerra serbo-bulgara (1885), si concluse con la vittoria dell'esercito bulgaro.

## Preludio
Dopo la vittoria bulgara nella battaglia di Slivnica (17-19 novembre), il Corpo Occidentale dell'esercito bulgaro guidato dal tenente colonnello Danail Nikolaev contrattaccò, le truppe bulgare sconfissero i serbi a Gurgulyat (19 novembre) e Dragoman (22 novembre), fino a raggiungere Pirot (26 novembre) - dopo aver sconfitto le truppe di confine -, qui l'armata serba Nišava era pronta a resistere sulle colline ad est della città.

## La battaglia
Intorno alle 15:00 del 26 novembre, l'avanguardia bulgara iniziò ad attaccare i serbi, prima di raggiungere il successo sul fianco sinistro del fronte, il capitano Popov aveva già conquistato le alture di Divan e di Cherni Vrah. Sul fianco destro, il 10º Reggimento serbo della Divisione Šumadija, fu schiacciato e si ritirò seguito da due battaglioni inviati a difendere Pirot. Durante gli scontri sul fianco sinistro, caddero 48 bulgari, 136 furono feriti e 27 dispersi, mentre i serbi persero 67 uomini, più 134 feriti e 85 catturati.
Durante la notte del 27 novembre, i serbi si raggrupparono, al mattino i bulgari continuarono la loro avanzata, la colonna del maggiore Gudzhev attaccò la Divisione Šumadija e pur essendo in inferiorità numerica (due contro uno), i bulgari riuscirono a spingere i serbi sul fiume Temska. Il ritiro della Divisione Šumadija costrinse la Divisione Drina a ritirarsi come meglio poteva, i bulgari li inseguirono. Anche sul fianco sinistro i bulgari erano vincitori.

## Antefatto
Il giorno dopo la vittoria l'esercito bulgaro si preparò ad attaccare Niš, ma la delegazione austro-ungarica che si trovava nella capitale bulgara, Sofia, minacciò che se la guerra fosse continuata, l'Austria-Ungheria sarebbe intervenuta a fianco della Serbia. Fu così che il 28 novembre, la Bulgaria e la Serbia firmarono il cessate il fuoco.